# Trichomanes guidoi
Trichomanes guidoi är en hinnbräkenväxtart som beskrevs av P. G. Windisch. Trichomanes guidoi ingår i släktet Trichomanes och familjen Hymenophyllaceae. Inga underarter finns listade.